# GRIA 1
Der  ionotrope Glutamat-Rezeptor, AMPA 1, auch bekannt als GRIA1, ist ein menschliches Protein.
Glutamat-Rezeptoren sind die vorherrschende Form der excitatorischen Neurotransmitter-Rezeptoren im Säugetier-Gehirn. Sie werden durch eine Vielzahl von neurophysiologischen Prozessen aktiviert. Sie sind aus verschiedenen Untereinheiten bestehende heteromere Proteinkomplexe, von denen jede eine transmembranäre Domäne besitzt und die zusammen einen liganden-gesteuerten Ionenkanal. Die Klassifikation der Glutamat-Rezeptoren beruht auf ihrer Aktivierung durch verschiedene Agonisten. Der GRIA1 gehört zur Familie der AMPA-Rezeptoren. Für jedes der vier GRIAs sind sogenannte Flip-flop-Isoformen bekannt, die durch alternatives Spleißen erzeugt werden. Die Rezeptoruntereinheiten der verschiedenen Isoformen unterscheiden sich in ihren Signalübertragungseigenschaften. Durch In-situ-Hybridisierung konnte man zeigen, dass GRIA1-mRNA vorwiegend im Körnerzellband und in den Pyramidenzellen des Hippocampus exprimiert wird.